# Herbert Alonzo Howe
Herbert Alonzo Howe (né le 22 novembre 1858 et décédé le 2 novembre 1926) est un astronome et éducateur américain.

## Biographie
Né à Brockport dans l'état de New York, il est le fils de Alonzo J. Howe (qui est un professeur à l'ancienne université de Chicago), et de Julia M. Osgood. Durant sa jeunesse, il développe un intérêt pour les étoiles, témoin de la spectaculaire pluie de météores des Léonides en novembre 1866. Il est inscrit à l'ancienne université de Chicago, où il obtient la note AB en 1875 à l'âge de 16 ans. Rejoignant le personnel de l'Observatoire de Cincinnati en tant qu'assistant, il travaille principalement sur le calcul des éléments orbitaux et observe des étoiles doubles. En 1877, il reçoit un diplôme de degré AM depuis l'Université de Cincinnati sous le professeur Ormond Stone.
De longues heures de travail lui avaient laissé des problèmes de santé, et en 1880, il a deux sévères hémorragies pulmonaires. En conséquence, il commence à envisager de déménager pour un autre climat. Heureusement, le chancelier de la récente Université de Denver, lui propose le poste de professeur. Il déménage dans le Colorado pour améliorer sa santé, donc il décide de rester avec l'institution malgré le manque d'instruments d'observations astronomiques sur le site. Il est nommé professeur de mathématiques et d'astronomie, pour devenir le premier professeur astronome de l'université.
Il est marié à Fannie Shattuck, la fille du surintendant de l'instruction de l'État, en 1884. La même année, il reçoit son diplôme universitaire Sc.D. depuis l'université avec une thèse sur les solutions au problème de Kepler sur la détermination de l'orbite. En 1888, l'université reçoit un don de 50 000 $ de Humphrey Chamberlin, un astronome amateur, que Howe utilise pour financer un observatoire. La construction commence en 1889, basée sur un objectif à ouverture de 20 pouces (0,5 m) que Howe a acheté à Alvan Clark. Au moment de son assemblage, le télescope réfracteur est le cinquième plus grand instrument de ce type aux États-Unis. Howe est nommé directeur de l'Observatoire Chamberlin en 1892 et les essais d'observation avec le télescope commencent en juillet 1894.
La plupart des travaux de Howe à l'observatoire consistent en des observations de nébuleuses négligées du New General Catalogue, des mesures d'étoiles doubles et de travaux de positionnement sur les comètes et les astéroïdes. En 1892, Howe est nommé doyen du Collège des Arts Libéraux, servant à ce titre jusqu'en 1926. Son travail à ce titre limite le temps qu'il pouvait consacrer à l'astronomie. En 1899, il este chancelier par intérim de l'université. Il reçoit un LLD de l'Université de Denver en 1910 et un deuxième LLD du Colorado College en 1913. En 1926, sa santé commence à se détériorer. Alors, il commence à former son éventuel successeur à l'observatoire, Albert Recht.

## Lectures complémentaires
- Ron Pearson, « The Extra-Galactic Discoveries of Dr. Herbert A. Howe, Chamberlin Observatory, Denver, Colorado », The Denver Observer,‎ février (lire en ligne)